# 溪口镇 (秀山县)
溪口乡，是中华人民共和国重庆市秀山土家族苗族自治县下辖的一个乡镇级行政单位。

## 行政区划
溪口乡下辖以下地区：
五龙村、龙盘村、草果村、苗龙村、芭蕉村、龙洞村、黄杨扁担村和中和村。